# Entlüfter (Armatur)

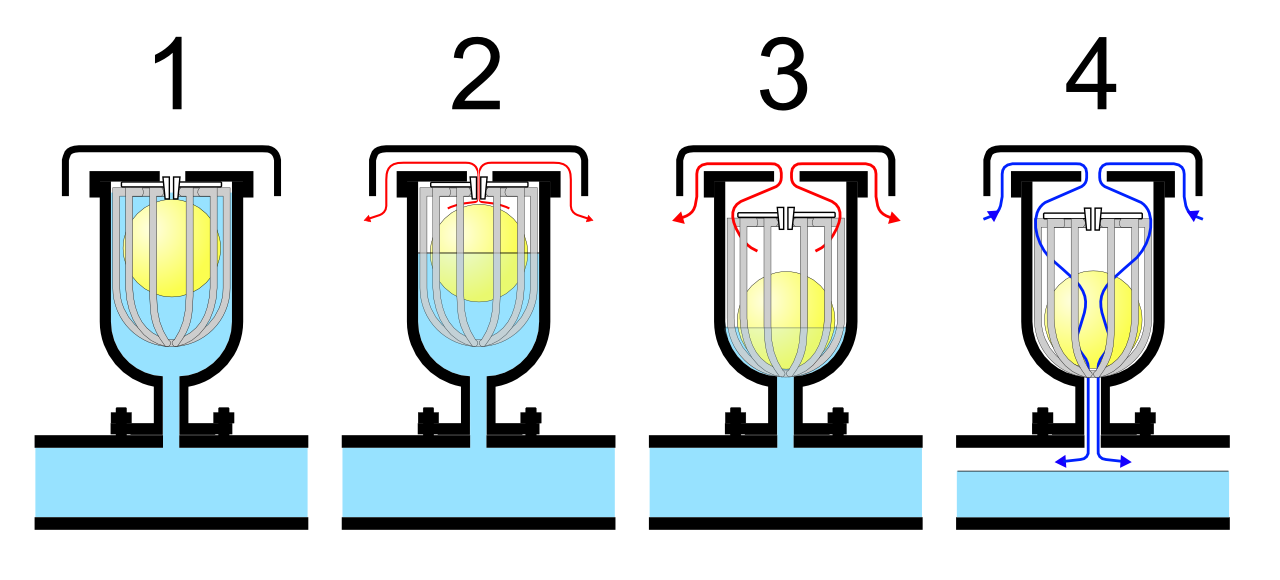
automatische Entlüftung nach dem Schwimmerprinzip

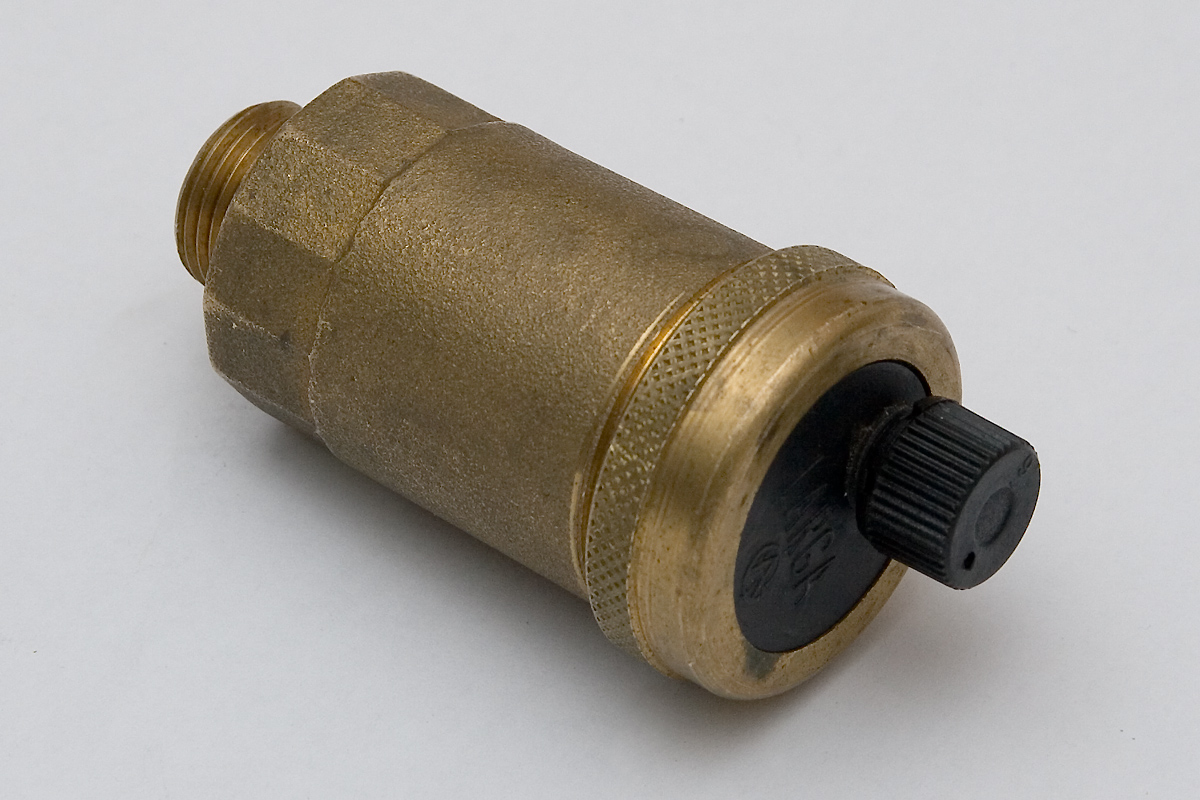
Selbsttätiges Entlüftungsventil

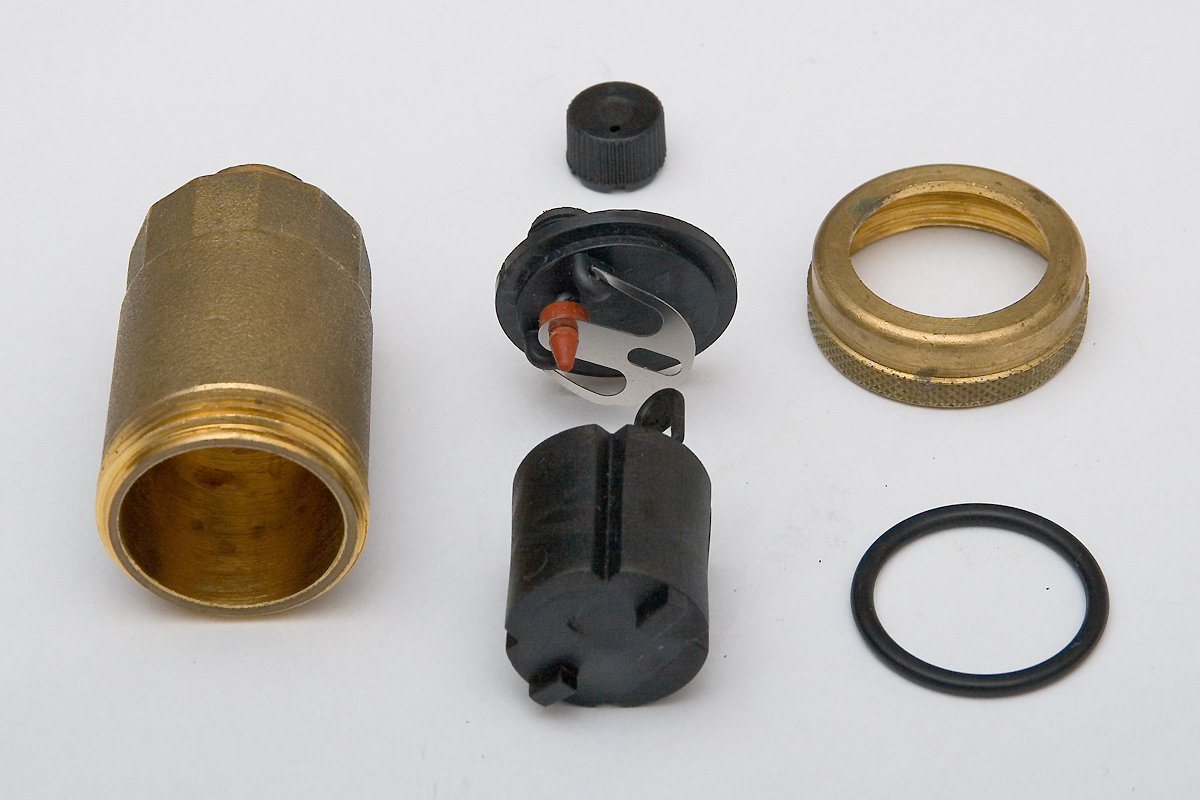
In Einzelteile zerlegt

Entlüfter haben die Aufgabe, in Rohrleitungen und Behältern befindliche Gase, insbesondere Luft, aus einer flüssigkeitsführenden Anlage zu entfernen. Entlüfter zählen zu den Armaturen. Sinnvollerweise werden Entlüftungen generell am höchsten Punkt eines wasserführenden Rohrleitungssystems angebracht, da Luft eine geringere Dichte hat als Wasser. Umgangssprachlich werden Entlüfter auch als „Schnüffelstück“ bezeichnet.
Für größere Ausführungen siehe Entgaser.

## Prinzipien
Man unterscheidet zwischen mechanisch und thermisch  wirkenden Entlüftern.

## Bauarten
Einige Entlüfterarten sind:
- Entlüfterhahn (manuell)
- selbsttätiges Entlüftungsventil mit Schwimmer
- Dehnkörper-Entlüfter (Quellkörperprinzip)

## Entlüfterhahn
Entlüfterhähne sind die einfachste Form eines Entlüfters. Er besteht nur aus einem Zapfhahn, der zur Entlüftung geöffnet wird und wieder geschlossen wird, wenn die gesamte Luft entwichen ist.

## Selbsttätige Entlüftungsventile

### Mit Schwimmer
Diese Form der Entlüftungsventile besteht im Unterschied zu anderen Entlüftern aus einem Bauteil, welches mit einem Schwimmer ausgestattet ist. Dieser wird vom Wasser nach oben gedrückt, sodass sich das Ventil verschließt und kein Wasser austreten kann. Wenn sich Luft am Schwimmer sammelt, sinkt die Kugel nach unten und gibt das Ventil frei, sodass die Luft ausströmen kann. Ist die Luft durch das Ventil ausgetreten, drückt das Wasser den Schwimmer erneut nach oben und verschließt das Ventil wieder. Nachteilig ist hierbei, dass diese Entlüfter verschleißanfälliger und damit wartungsintensiver sind als andere Entlüfterformen. Deshalb müssen sie immer an leicht zugänglichen Stellen angebracht werden. Entlüfter kommen in verschiedenen Gebieten, vor allem der Haustechnik, zum Einsatz. Dies ist die Entlüftung von Heizungkörpern und Heizungsanlagen sowie Boilern und die Entlüftung von Warmwasseraufbereitern mittels eines Wärmeaustauschers. Bei der Boilerentlüftung ist in den meisten europäischen Ländern eine Genehmigung für den Einsatz in Brauchwasseranlagen nötig. Die industrielle Anwendung von Entlüftern kommt z. B. im Zusammenhang von Flüssigstickstoff (N2), Flüssigargon (Ar) und Flüssigsauerstoff (O2) vor. Für diese Anwendung sind Entlüfter aus Grauguss nicht brauchbar, weil bei der extremen Abkühlung des Bauteils durch die verflüssigten Gase sich die Materialstruktur derart ändert, sodass der Werkstoff für Druckleitungen nicht mehr zu gebrauchen ist. Hier kommen Entlüfter zum Einsatz, die komplett aus Edelstahl gefertigt und verschweißt sind. Ein automatischer Entlüfter aus Edelstahl ist komplett wartungsfrei.

### Mit Quellkörper
Die häufigste Variante bei einfachen Autoentlüftern für Heizkörper beruht auf Materialien, die aufquellen, sobald sie mit Wasser in Berührung kommen. Das Aufquellen führt zu einer Volumenvergrößerung, die die Abdichtung bewirkt. Eine der simpelsten und frühesten Ausführungen dürfte ein Korkstopfen in einem Rohrstück als Umfassung sein. Selbst bei engem Anliegen des Korkkörpers kann Luft aufgrund der niedrigen Viskosität eines Gases noch sehr gut entweichen, solange der Kork trocken ist. Ist die Luft entwichen, kommt der Kork jedoch mit dem Wasser in Berührung, durch das Aufquellen drückt der Korkkörper dann gegen seine Einfassung oder gegen eine Verschlusseinrichtung, sodass kein Wasser mehr vorbeigelangen kann. In zeitgemäßen Ausführungen werden nach dem gleichen Prinzip Quellscheiben aus Spezial-Zellulose verwendet, die sich bei Wasseraufnahme um 50 % ausdehnen.

## Trivia
Durch eine Szene in dem Film Werner – Beinhart! ist der Entlüfter unter dem Ausdruck „Schnüffelstück“ bekannt geworden.